# FK Orenburg
FK Orenburg (ryska:ФК «Оренбу́рг») är en rysk fotbollsklubb från Orenburg. Klubben grundades 1976 och spelar sina hemmamatcher på Gazovik stadion. De spelar i den ryska högsta divisionen Ryska Premier League.

## Historia
FK Orenburg grundades 1976 i Orenburg. Klubben har haft ett antal namn under sin historia.

### Tidigare namn
Lokomotiv (19?? – 19??)

Gazovik (1990 – 2016)

Orenburg (sedan 2016)

## Kända spelare
- Filip Rogic, (2019–2020)
- Andrej Klimovitj, (2019–2021)
- Michail Sivakoŭ, (2017, 2018–)

## Placering senaste säsonger
| Säsong  | Nivå | Liga         | Placering | Referens |
| ------- | ---- | ------------ | --------- | -------- |
| 2015/16 | 2    | FNL          | 1         | [ 2 ]    |
| 2016/17 | 1    | Premjer-Liga | 13        | [ 3 ]    |
| 2017/18 | 2    | FNL          | 1         | [ 4 ]    |
| 2018/19 | 1    | Premjer-Liga | 7         | [ 5 ]    |
| 2019/20 | 1    | Premjer-Liga | 16        | [ 5 ]    |
| 2020/21 | 2    | FNL          | 2         | [ 6 ]    |
| 2021/22 | 2    | FNL          | 3         | [ 7 ]    |
| 2022/23 | 1    | Premjer-Liga |           |          |